# OpenSUSE
openSUSE es el nombre de la distribución y el proyecto libre auspiciado por SUSE Linux GmbH (una división independiente de Blitz 18-679 GmbH), y AMD para el desarrollo y mantenimiento de un sistema operativo basado en GNU/Linux. Después de adquirir SUSE Linux en enero de 2004, Novell decidió lanzar SUSE Linux Professional como un proyecto completamente de código abierto, involucrando a la comunidad en el proceso de desarrollo. La versión inicial fue una versión beta de SUSE Linux 10.0, y se continúa esa denominación para las versiones actuales, con la excepción de la serie openSUSE Leap 42.

## Características
openSUSE comparte muchas características con SUSE Linux Enterprise, ofreciendo por ejemplo:
- AppArmor: otorga permisos a las aplicaciones en función de cómo se ejecutan e interaccionan con el sistema.
- YaST: una aplicación que openSUSE utiliza para administrar el sistema e instalar software.
- Xen: software de virtualización.
- KDE, GNOME, Xfce y más entornos.
- Compiz: un escritorio 3D que corre sobre Xgl.

## Versiones

### Series 10.x
La versión inicial del proyecto openSUSE fue SUSE Linux 10.0, lanzado el 6 de octubre de 2005. Se realizó el lanzamiento como una imagen ISO de libre descarga y como una versión comercial que incluía otros paquetes de software adicionales.
El 11 de mayo de 2006, el proyecto openSUSE liberó SUSE Linux 10.1, identificando a Xgl, NetworkManager, AppArmor y Xen como sus características más notables.
Para su tercer lanzamiento, el proyecto openSUSE renombró su distribución, liberando openSUSE 10.2 el 7 de diciembre de 2006. Los desarrolladores centraron sus esfuerzos en rediseñar los menús de KDE y GNOME, migrar de ReiserFS a ext3 como sistema de archivos por defecto, dar soporte a lectores internos de tarjetas Secure Digital usadas comúnmente en las cámaras digitales, mejorar el sistema de gestión de paquetes y el framework de manejo de energía (más computadoras pueden acceder al modo suspendido).
El cuarto lanzamiento, openSUSE 10.3, estuvo disponible como versión estable el 4 de octubre de 2007. Una revisión del gestor de paquetes (incluyendo soporte para 1-Click-Install), soporte legal de MP3 de Fluendo y mejoras en los tiempos de carga, fueron algunas de las áreas en las cuales se centraron para este lanzamiento.

### Series 11.x
OpenSUSE 11.0 fue lanzado el 19 de junio de 2008. Incluye aparte de KDE y GNOME, una versión de KDE4 que puede instalarse por defecto. Está disponible en tres versiones de libre descarga, un DVD (incluyendo KDE, GNOME) y dos LiveCD (con GNOME o KDE). Se realizaron mejoras en cuanto a la velocidad, con el gestor de paquetes ZYpp, un instalador mejorado y soporte UMTS.

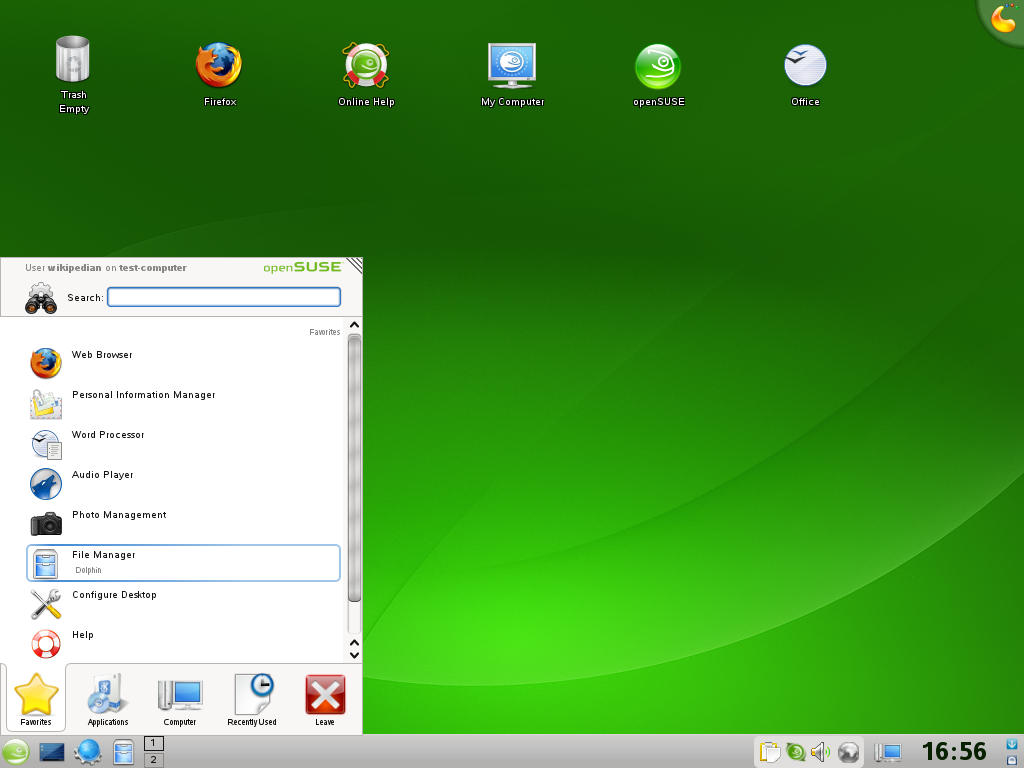
OpenSUSE con un escritorio KDE 4
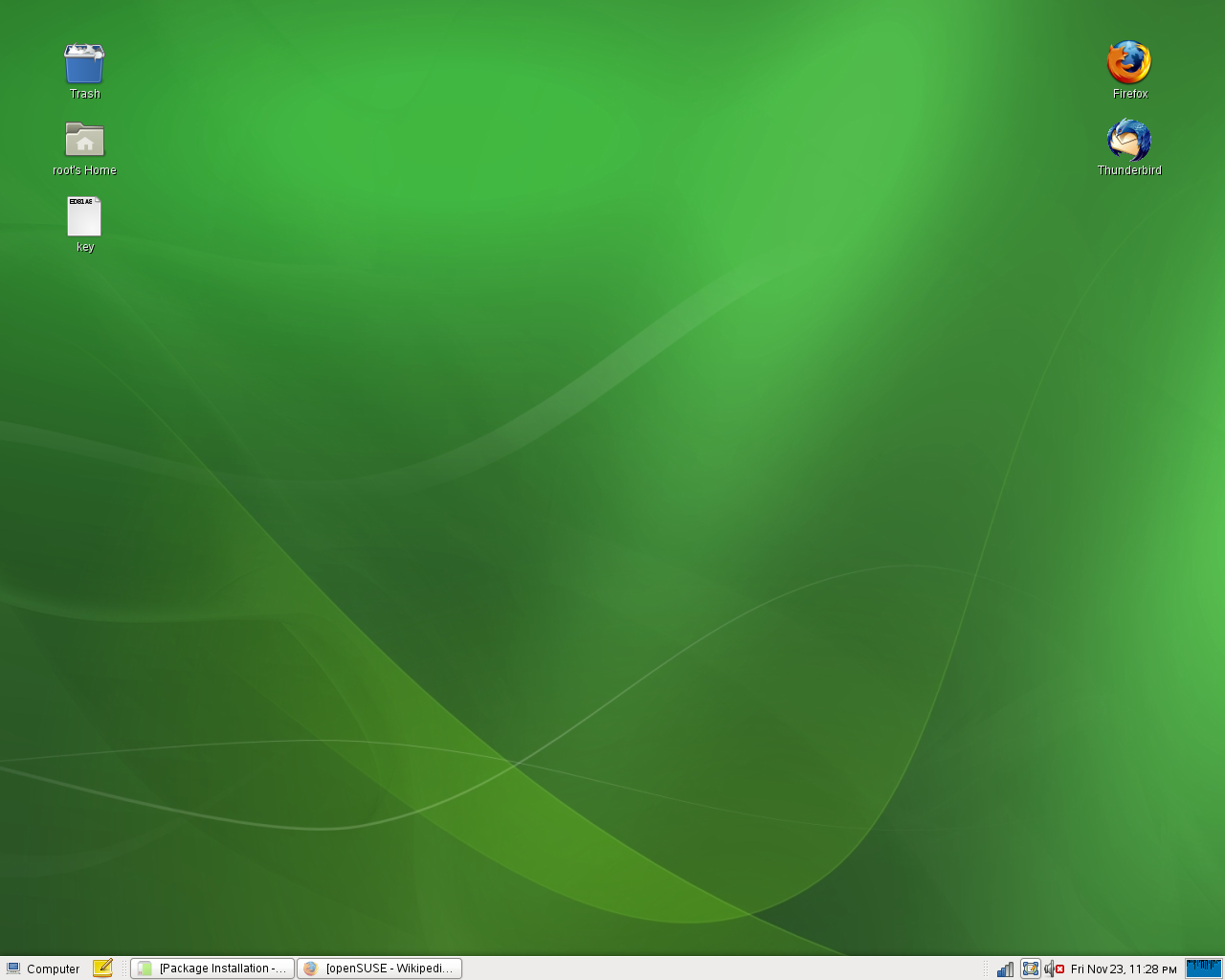
OpenSUSE con un escritorio GNOME.
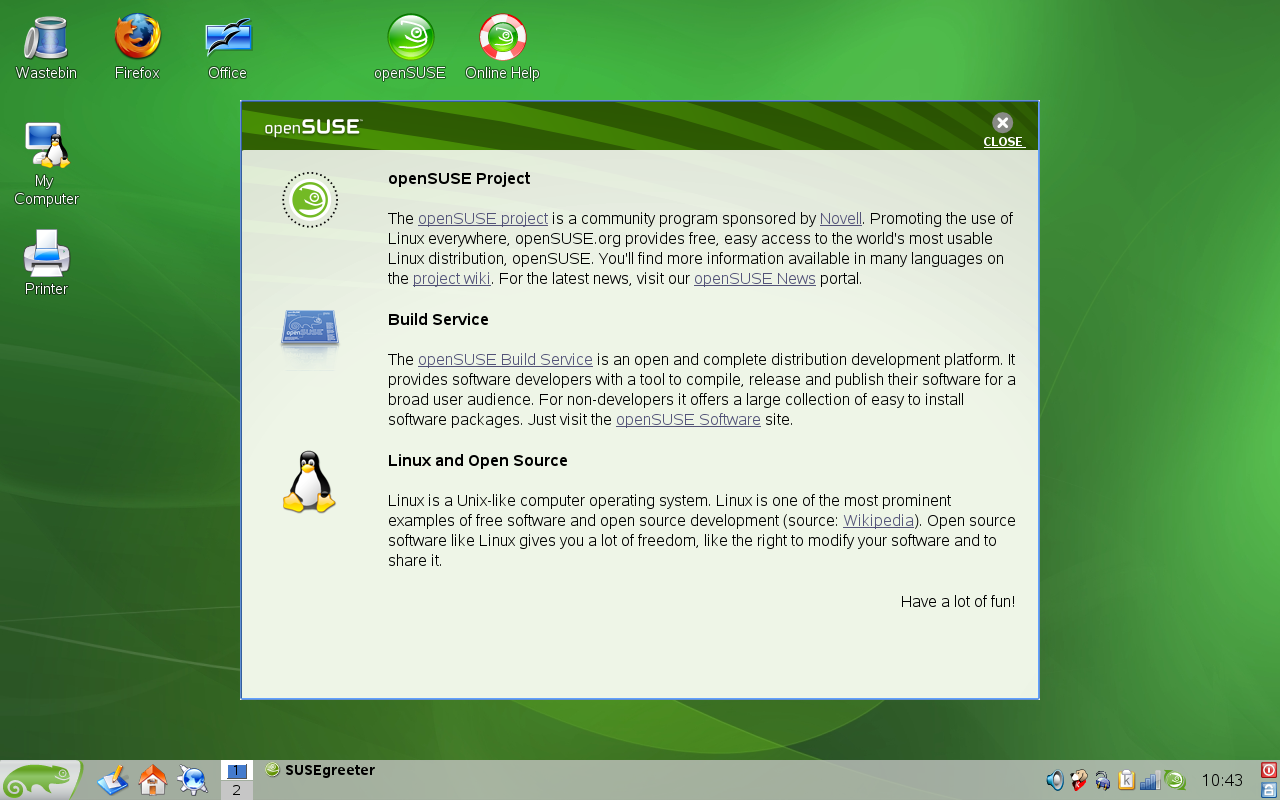
OpenSUSE con el escritorio KDE3.

### Versión 11.2
La versión estable 11.2 se puede descargar de Internet mediante HTTP/FTP, BitTorrent o Metalink en varios formatos para arquitecturas x86, x86-64 y PowerPC:
- Una imagen ISO para grabar un DVD incluyendo tanto software libre como con software no libre.
- Una imagen ISO para grabar en CD con el escritorio KDE y otra con GNOME.
- Dos CD add-on, uno con software no libre y otro con un soporte extendido para idiomas.
- Una pequeña imagen ISO de ~150 MB con un sistema básico con el que se descargan los paquetes necesarios desde Internet durante la instalación.

Esta versión está fue mantenida por el equipo Evergreen de OpenSUSE, esto quiere decir que fue de soporte de largo plazo, por lo que recibió actualizaciones hasta noviembre de 2013 (haciendo un total aproximado de 4 años de soporte).

### Versión 11.3
En esta versión se incluye aplicaciones de escritorio, aplicaciones de servidor (WWW, correo electrónico, FTP,...) y una selección de herramientas de desarrollo.
OpenSUSE 11.3 ha mejorado sustancialmente su funcionamiento en los netbooks, para ello se ha extendido el soporte de hardware. Se han incluido dos entornos de escritorio ligeros y especialmente diseñados para netbooks: Plasma Netbook Workspace de KDE y MeeGo on openSUSE, una adaptación de Meego realizada por el equipo Goblin de openSUSE.
Tanto Plasma como Meego incluyen una sencilla y ligera interfaz que permite un funcionamiento rápido e intuitivo por todo el sistema. Los dos entornos proveen al usuario de aplicaciones para la navegación, el uso del correo electrónico y la integración con servicios de blogging y redes sociales.
Otro de los aspectos en los que se ha trabajado duro en openSUSE 11.3 ha sido la compatibilidad con los principales dispositivos móviles actuales. Esta nueva versión permite sincronizar música, acceder a ficheros gráficos o compartir la conexión a internet con dispositivos Android, el iPhone de Apple o Blackberry.
SpiderOak es la herramienta de almacenamiento en la nube disponible en openSUSE 11.3. Con este programa se pueden sincronizar, compartir, almacenar y mantener copias de seguridad de los documentos disponibles en el sistema. SpiderOak es similar a otros servicios de almacenamiento como Dropbox, aunque cuenta con la ventaja de estar perfectamente integrado en el sistema.
openSUSE 11.3 incluye la opción de utilizar, de forma experimental, el sistema de archivos Btrfs. Desarrollado en un principio por Oracle Btrfs está llamado a ser el sustituto de ext4 en entornos GNU/Linux. Zypper, el gestor de paquetes por línea de comandos, ha mejorado la gestión de dependencias.
La base del sistema dispone del Núcleo 2.6.34, la versión 1.0.23 de los drivers ALSA, X.org 7.5, KMS activado para tarjetas ATI, Intel y Nvidia, drivers Nouveau y Radeon, Upstart como sistema de arranque, la posibilidad de probar Grub2 y el sistema conntrack para el filtrado del tráfico de la red.
Los entornos de escritorio disponibles son GNOME 2.30.1, con la posibilidad de probar la versión 3.0; KDE SC 4.4.4 y LXDE Desktop, además de incluir la posibilidad de instalar Xfce 4.6.1. Entre las principales aplicaciones disponibles: GoogleCL, OpenOffice.org 3.2.1, Mozilla Firefox 3.6.6, Rosegarden 10.04 o la versión 3.0.5 de Thunderbird.
Entre las herramientas de desarrollo incluidas destacan los compiladores GCC 4.5, GDB 7.1 o Mono 2.6.4, los entornos Netbeans 6.8, KDevelop 4.0, Qt-Creator 1.3.1 y Monodevelop 2.2.2. openSUSE 11.3 incluye como novedad los paquetes de los servidores MariaDB y MySQL Cluster.
Además de la edición estándar también se ha lanzado openSUSE Education:Li-fe que incluye el entorno de escritorio Sugar, además de aplicaciones específicas para campos como la física, química, astronomía, matemáticas, etc… openSUSE 11.3 puede descargarse directamente desde la web o a través de la red BitTorrent.
La próxima versión está programada para marzo de 2011, hasta entonces podemos disfrutar de un sistema robusto, en el cual se ha trabajado la integración con los dispositivos móviles y el funcionamiento en netbooks.
Por lo demás, openSUSE mantiene su estabilidad y robustez a todos los niveles, junto con un amplio catálogo de software, que la convierten en una de las mejores distribuciones GNU/Linux disponibles.[cita requerida]

### Versión 11.4
Fue finalizado el 3 de marzo de 2011 y lanzado el 10 de marzo de 2011. Incluye KDE 4.6.0, GNOME 2.32.1, Mozilla Firefox 4.0 beta 12, y fue reemplazado OpenOffice.org con LibreOffice 3.3.1. La versión del núcleo Linux es 2.6.37.[22]
Esta versión fue mantenida por el equipo Evergreen de OpenSUSE, esto quiere decir que fue soporte a largo plazo, por lo que recibió actualizaciones hasta julio de 2014 (haciendo un total aproximado de 3 años y medio de soporte).

### Versión 12.1
openSUSE 12.1 fue lanzada el 16 de noviembre de 2011, el mismo año, tras la versión 11.4.
Características:
- Incorpora un Núcleo Linux de la rama 3.1.
- Trae herramientas de gestión de color tanto con el escritorio GNOME como con KDE.
- El escritorio GNOME, utiliza GNOME 3.2, una versión mejorada y refinada del GNOME Shell.
- El escritorio KDE incorpora los Espacios de Trabajo KDE Plasma.
- Los otros escritorios: Xfce y LXDE no tienen actualizaciones mayores respecto a la versión 11.4
- Incluye los últimos navegadores web (Firefox 7 y Chromium 16); el framework Horde 4 Groupware (con un cliente de Webmail moderno y un framework basado en PHP); WebYaST con una interfaz muy mejorada para el administrador del sistema; soporte a tecnologías Cloud al integrar OwnCloud en el escritorio.

La imagen, o archivo ISO, del LiveCD de esta versión requiere ser parcheada para poder arrancar el sistema en modo "Live" (sin instalar) desde la propia ISO (guardada como archivo en el disco duro), con el gestor de arranque grub, es decir, sin necesidad de grabar la ISO en un CD para arrancar con el LiveCD creado de tal manera.

### Versión 12.2
La versión 12.2 de openSUSE fue lanzada el 5 de septiembre de 2012, casi un año después de la versión 12.1, debido a la inclusión de muchas y nuevas características.
Características:
- openSUSE 12.2 está construido sobre el núcleo 3.4 de Linux. Esta publicación incluye varias actualizaciones para Btrfs: admisión de bloques de metadatos de más de 4KB, rendimiento para los metadatos muy mejorado, mejor manejo de errores y mejores herramientas de recuperación; también se tiene una nueva ABI X32 que permite ejecutar programas en modo 64-bit con punteros de 32-bit; algunas mejoras en los controladores para tarjetas gráficas: soporte inicial para modesetting en GeForce 600 'Kepler', soporte para AMD Radeon 7xxx y AMD APU serie Trinity, y soporte para gráficas Intel Medfield; soporte para auto-prueba de controladores CPU x86, un manejador de dispositivo objetivo que almacena hashes criptográficos de bloques para comprobar intrusiones, otro objetivo que usa dispositivos de solo lectura externos como fuente origen de un volumen LVM thin provisioned, varias mejoras en perfilado tal como un IGU de informe GTK2 y un nuevo módulo de seguridad 'Yama'. También hay muchas pequeñas características, nuevos controladores y correcciones de errores.
- systemd añade soporte de alarmas para la supervisión de servicios. El nuevo gestor de procesos similar a Top (systemd-cgtop) muestra el uso de recursos de servicios por grupo de control en vez de por proceso para hacer más fácil la observación de qué servicios están usando memoria, CPU, etc. systemd ha mejorado la prelectura para un arranque incluso más rápido.
- La introducción de "diario por registro" permite, entre otras cosas, la escritura de registros de actividad por servicio.
- openSUSE cambia a GRUB2 como cargador de arranque por defecto. GRUB2 está ya maduro y tiene soporte, al contrario que su predecesor. La versión recién publicada se ha actualizado a 2.00final. GRUB2 nos permite dar soporte a nuevas tecnologías tales como UEFI de un modo limpio. También podría cargar en cadena a otro cargador EFI o cargar materia de EFI del núcleo. Permite el arranque desde particiones LVM y Btrfs, además de particiones cifradas. Sus menús pueden traducirse y se les pueden añadir temas. GRUB Legacy está aún disponible.
- plymouth se usa para la pantalla del proceso de arranque. Permite el arranque de sistemas sin parpadeos con soporte para el cambio de resolución desde el núcleo (KMS). Los diálogos para solicitar contraseñas de discos cifrados también están gestionadas por plymouth.

En cuanto a entornos de escritorio, todos han sido debidamente actualizados:
- Se incluye la versión 3.4 del escritorio GNOME3.
- La versión 4.8.4 del espacio de trabajo Plasma de KDE, aplicaciones y plataforma están incluidas, dando un gran paso desde KDE 4.7.2 en openSUSE 12.1.
- En lo que respecta a Xfce, ha sido actualizado a la versión 4.10, además se ofrecen muchas nuevas mejoras para otros entornos como LXDE, E17, entre otros.
- Asimismo se incluyen versiones actualizadas de toda la paquetería en general, entre las más populares tenemos a LibreOffice 3.5.x, Gimp 2.8.0 y Firefox 14.0.1, siendo este el navegador por defecto en openSUSE, aunque luego se puede cambiar.

### Versión 12.3
La versión 12.3 de openSUSE fue lanzada el 13 de marzo de 2013.
Características:
- Esta versión está construida sobre un Núcleo Linux de la rama 3.7. Las características nuevas y mejoradas que se incluyen con relación al Núcleo son:

- Todos los sistemas de archivos se benefician de las mejoras en el área de RAID, con un tiempo de puesta en marcha del sistema RAID más rápido, soporte para RAID 10 en el mapeador de dispositivos y la funcionalidad descartar para SDD. Como medida de ahorro energético, la remodelación de la interfaz núcleo-sistema de archivos ha permitido la eliminación de un demonio que despertaba a este subsistema cada 5 segundos. Las mejoras más importantes específicas de sistemas de archivos incluyen:
Los metadatos pueden contener ficheros pequeños (lo que acelera la lectura y la escritura, además de ahorrar algo de espacio) y se les puede hacer sumas de verificación para proteger su integridad en Ext4. El soporte de cuotas de disco, la sobrescritura de archivos y el cambio de tamaño de volúmenes también ha mejorado (incluso de esos de tamaño mayor a 16 TB)
Btrfs ha añadido estadísticas de fallos de E/S, quotas en subvolúmenes y grupos, diferencia entre instantáneas, mayor rapidez en fsync y en la lectura y escritura para imágenes de MV, y la capacidad de desactivar copy-on-write a nivel de archivo.
XFS tiene una mayor velocidad y menor latencia, soporte mejorado para tamaños de bloque de directorio grandes y varias características menores y mejoras.
Pruebas en el espacio de usuario para el perfilado de rendimiento con herramientas como Systemtap o perf y una nueva herramienta "perf trace" modelada a partir de strace.
- Muchas mejoras en el apartado de redes. El protocolo TCP ha visto un trabajo en rendimiento con soporte para el modo TCP "Fast Open" tanto para clientes como para servidores, y TCP Early Retransmit (RFC 5827) además de la inclusión de la funcionalidad "TCP small queues" y un nuevo algoritmo para gestión de la cola de red diseñado para combatir los abotargarmientos de buffer (bufferbloat). Otras mejoras del protocolo a bajo nivel incluyen el soporte para marcar puntos de control y restauración de conexiones TCP, y un nuevo protocolo en tunelado que permite la transferencia de paquetes Ethernet de la capa 2 sobre UDP. Nuevo es el soporte experimental al protocolo SMBv2 además del soporte para NFS 4.1 estable y NFS paralelo, y la capacidad para obtener un intercambio seguro sobre NFS/NBD.
- El núcleo permite suspensión oportunista al estilo Android (wakelocks) y tiene soporte para la suspensión híbrida a memoria y disco simultáneamente, lo que elimina el riesgo de pérdida de datos al quedarse sin batería mientras el equipo está suspendido en memoria.
- En el apartado de seguridad vemos el soporte añadido para firmar módulos del núcleo, la característica de seguridad de Intel "supervisor mode access prevention" (SMAP), VFIO, que permite el acceso seguro desde controladores invitados a dispositivos físicos y un mecanismo de aislamiento que permite el filtrado de llamadas al sistema. También se le puede indicar al núcleo que no siga enlaces simbólicos blandos o duros en ciertos directorios cuando esos enlaces apunten a algún lugar más arriba en el árbol de directorios, lo que bloquea un método corriente con el que los crackers ganan privilegios en un sistema. Lo último, pero no menos importante, el núcleo ha mejorado en reunir la entropía, recogiéndola de fuentes no usadas antes tales como direcciones MAC, datos DMI e información del hardware.
- Mejoras importantes que incluyen la capacidad de hacer SCSI sobre Firewire y USB, reposo agresivo de dispositivos SATA para SSD además de ahorro de energía y soporte para el estado energético PCIe d3cold para discos duros.
- Muchas mejoras en el soporte de hardware, rendimiento y estabilidad en los controladores gráficos, almacenamiento, webcam, audio y otros subsistemas. Los cambios incluyen código para el funcionamiento del aún por llegar núcleo gráfico Haswell de Intel, cambios importantes que dan como resultado un controlador Nouveau más estable para NVidia con soporte para nuevas tarjetas de vídeo, mejoras en el soporte para NFC, y controladores específicos para un gran número de portátiles.
- En openSUSE 12.3 se incluye soporte adecuado para UEFI en hardware x86_64 y soporte experimental para hardware con Secure Boot habilitado.
- El equipo para ARM de openSUSE planea la publicación de imágenes de openSUSE 12.3 para ARMv7 y ya hay disponibles imágenes con soporte experimental para ARM 64 bit.
- openSUSE 12.3 completa la transición a systemd (actualizado a la versión 195) y elimina SysV init. Muchos paquetes del sistema base han recibido parches y mejoras para trabajar mejor con este sistema de inicio de nueva generación. systemd también pasa a controlar la hibernación y suspensión del sistema, además de los botones de apagar, dormir y cambios en la tapa de portátiles. Esto quiere decir que, incluso cuando no se ha iniciado sesión, al cerrar la tapa hará que el sistema se duerma, previniendo que el portátil se sobrecaliente si no te das cuenta de que no habías iniciado sesión.
- PulseAudio se ha actualizado desde la versión 1.11 a la 3, que añade soporte para fuentes de audio Bluetooth, proporciona mejor calidad de audio AD2P, modo envolvente virtual (virtual surround) y soporte para más modos de cancelación de ruido. También tiene soporte para UCM, parámetros modificables en funcionamiento para filtros LADSPA, desplazamiento configurable de latencia de dispositivo y montones de mejoras de infraestructura.
- El nuevo Mesa 9.0 viene con soporte para OpenGL 3.1, además de muchas mejoras en el rendimiento y correcciones de errores.
- En el apartado de gestión de paquetes, la versión 1.8.9 de zypper indica el progreso de su instalación. El backend PackageKit para zypper se ha reescrito, proporcionando una experiencia en la gestión de paquetes mucho mejor con las herramientas gráficas compatibles entre distribuciones.

En cuanto a entornos de escritorio, todos han sido debidamente actualizados:
- Se incluye la versión 3.6 del escritorio GNOME3 con importantes mejoras en Gnome Shell, entre ellas, mejoras en las notificaciones, con una bandeja de mensajes rediseñada y una nueva pantalla de bloqueo, además de mejoras en cuanto a estabilidad.
- La versión 4.10 del espacio de trabajo Plasma de KDE, aplicaciones y plataforma están incluidas, se mejoran mucho los elementos gráficos que han sido reescritos usando la tecnología QML. Aunque si bien no tienen nuevas características, esto mejora el comportamiento, rendimiento y estabilidad de todos los componentes del escritorio.
- En lo que respecta a Xfce, ha sido actualizado a la última versión de corrección de errores 4.10, con mejoras importantes en Thunar que añade soporte para pestañas y en la aplicación Terminal a la que se le ha cambiado el nombre por xfce4-terminal. También se ofrecen muchas nuevas mejoras para otros entornos como LXDE, E17, entre otros y como novedad en esta versión, se ha incluido el gestor de ventanas awesome.
- Asimismo se incluyen versiones actualizadas de toda la paquetería en general, entre las más populares tenemos a LibreOffice 3.6, Gimp 2.8.2 y Firefox 19 que era el último disponible en el momento del lanzamiento, aunque luego se puede actualizar y/o cambiar.
- A través del repositorio de juegos de la comunidad (disponible para habilitar desde YaST) se puede añadir soporte total para Steam, a la fecha, tanto para 32-bit como en 64-bit.

### Versión 13.1
La versión 13.1 fue lanzada el 19 de noviembre de 2013. El equipo Evergreen de OpenSUSE se hará cargo del mantenimiento de esta versión, por tanto, esta versión será de largo soporte y será mantenida por 36 meses, y no 18 meses como los lanzamientos habituales.
Entre las novedades más destacadas, se encuentran: 
- Un Núcleo Linux de la rama 3.11 con varias mejoras, entre las que destacan, la inclusión de la Administración de energía dinámica (DPM) para toda las series de tarjetas AMD Radeon (aunque esta característica no se encuentra activada por defecto, se puede habilitar fácilmente agregando radeon.dpm=1 a la línea del Núcleo) y mejoras generales en cuanto a rendimiento con las operaciones de disco, con las que se mejora sobre todo, el rendimiento general en sistemas con alta carga.
- Mejoras en el sistema de archivos Btrfs, que si bien aún no ha sido propuesto como el sistema de archivos predeterminado en la instalación, debido a lo conservadora que será esta versión, por fin se considera estable para entornos de producción.
- Se incluyen muchas mejoras en YaST, especialmente en rendimiento, debido a que ha sido reescrito totalmente en Ruby.
- Más actualizaciones y mejoras para systemd, como la integración de udev, también se han añadido mejoras y nuevos agregados para otros componentes del sistema, como la inclusión del nuevo Xorg 1.14, del nuevo Mesa 9.2.2 que mejora el soporte y rendimiento OpenGL, asimismo se ha habilitado el nuevo aceleramiento de vídeo con VDPAU soportado en Mesa y una versión actualizada de glibc para sistemas de 32-bit.
- El compositor Weston ha entrado en Factory. Esto implica el soporte experimental para Wayland (sucesor de Xorg). GNOME y KDE también incluyen igualmente soporte experimental para Wayland.
- Se añaden las herramientas para desarrollo GCC 4.8, la última versión de glibc, C11, Intel TSX Lock Elision, SDL2 y Qt 5.1.
- Se añade soporte total para las arquitecturas AArch64 o ARM 64-bit, creando incluso una distribución completamente nueva para AArch64 y también se han actualizado las imágenes para que se puedan construir a partir de un único archivo fuente de KIWI.
- OpenSUSE ARM anuncia soporte total para Raspberry Pi y como nota agregar que a la fecha, ya son más de 6000 los paquetes que se encuentran listos para ser usados por los usuarios de ARM y todos debidamente actualizados.
- Se añade el nuevo OpenStack Havana con cerca de 400 nuevas características.
- Soporte para montar los buckets de Amazon S3 como un sistema de archivo local.
- Se añade Samba 4.1 el cual mejora notablemente la interacción con sistemas de dominios Windows.
- Añadidas las últimas versiones de Apache, PHP y MariaDB.
- En cuanto a entornos de escritorio, todos han sido debidamente actualizados a las versiones más estables recientes a la fecha, como un KDE actualizado a la rama 4.11 que será de largo soporte, GNOME3 actualizado a la versión 3.10 con importantes mejoras en general y más actualizaciones para el resto de entornos como Xfce, LXDE, E17, awesome, entre otros.
- Asimismo se incluyen versiones actualizadas de toda la paquetería en general, entre las más populares se encuentran LibreOffice 4.1, Gimp 2.8.6, Firefox 24, Thunderbird 24, entre muchas otras que luego se pueden fácilmente actualizar y/o cambiar.
- A través del repositorio de juegos de la comunidad (disponible para habilitar desde YaST) se puede añadir soporte total para Steam, a la fecha, tanto para 32-bit como para 64-bit.

### Versión 13.2
El 4 de noviembre de 2014 se publicó la versión 13.2, que entre sus novedades trae:
- Instalación en un solo paso, no hace falta configurar nada en el tras el primer reinicio después de instalar.
- Núcleo Linux 3.16, que aporta mejoras en estabilidad, rendimiento en sistemas de ficheros y reconocimiento de distinto hardware.
- El sistema de archivos del sistema es btrfs.
- El sistema de archivos del usuario (home) es XFS.
- Se ha creado un gestor de red denominado "Wicked", que se utiliza por omisión, además de los otros dos ya NetWork Manager e IFUP.
- La versión Qt de YaST ha sido portada a Qt5, y está totalmente reprogramada en Ruby.
- Dracut reemplaza a initramfs en el inicio, haciendo más rápido el arranque.*
- Una nueva versión de Zypper, que introduce numerosas correcciones de errores y algunas nuevas características.
- KDE Frameworks 5 hace su entrada, incluyendo las últimas correcciones y actualizaciones de las aplicaciones y de la plataforma.
- Disponibles los entornos de escritorio Gnome, LXDE, XFCE, Enlightenment, MATE y Awesome, entre otros.
- Se incluyen actualizaciones para rpm que pasa a la versión 4.11.2, packageKit actualizado a 0.8.16, systemd 210, pulseaudio 5.0 y el Núcleo actualizado a la rama 3.14.
- En el apartado gráfico, se incluyen muchas actualizaciones, como wayland 1.4, freetype 2.5.2 y Mesa 10.1.
- Para los desarrolladores se incluyen el nuevo GCC 4.9, make 4.0, llvm 3.4, cmake 3.0(rc), gdb 7.7, git 1.9.0, entre muchas otras actualizaciones y características.

### Versión Tumbleweed
Es una versión Rolling Release, o sea en desarrollo continuo sin actualizaciones periódicas, que permite a los usuarios tener el software más reciente. Existe desde el 4 de noviembre de 2014 cuando se fusionaron Tumbleweed rolling y Factory rolling.

### Versión Leap 42.1
Publicada el 4 de noviembre de 2015. Su nombre se debe a que "leap" es una palabra del idioma inglés que traducida al español significa "gran salto", de ahí el repentino avance en la numeración de las versiones y que 42 es la respuesta a El sentido de la vida, el universo y todo lo demás, una referencia a la The Hitchhiker's Guide to the Galaxy, serie de obras de Ciencia ficción humorística.
Entre sus novedades trae:
- Núcleo Linux 4.1.12, que aporta mejoras en estabilidad, rendimiento en sistemas de ficheros y reconocimiento de distinto hardware.
- Disponibles los entornos de escritorio KDE, GNOME, xfce y LXDE, además del administrador de ventanas iceWM o la línea de comando únicamente.
- LibreOffice versión 5.0.2.2.

### Versión Leap 42.2 & 42.3
openSUSE Leap 42.2 fue liberada el 16 de noviembre de 2016, y openSUSE 42.3 fue liberada el 26 de julio de 2017.
Entre sus novedades tiene:
- Núcleo Linux 4.4 de soporte extendido (o LTS por sus siglas en inglés)
- La capacidad Network Functions Virtualization que combina Open vSwitch
- El sistema Prelude Security Information & Event Management (SIEM)[13]
- La versión con soporte extendido de Plasma 5.8
- Mejora Las capacidades de usuario relacionadas con las instantáneas de snapper[14]
- Instalación sin entorno gráfico para servidor
- El regreso de Konqi

La versión 42.3 solamente incluyó actualizaciones menores de la estabilidad.

### Versión Leap 15.0
openSUSE Leap 15.0 fue liberada el 25 de mayo de 2018.
Entre sus novedades tiene:
- GNOME usa Wayland de manera predeterminada
- Núcleo Linux 4.12
- La versión con soporte extendido de Plasma 5.12
- Por primera vez, SUSE ofrece soporte para la migración de instalaciones de servidores openSUSE Leap a SUSE Linux Enterprise

### Versión leap 15.2
openSuse Leap 15.2 fue liberada el 2 de julio de 2020.
Entre sus novedades tiene:
- Muchos nuevos paquetes relacionados con la inteligencia artificial, aprendizaje automático han sido añadidos en Leap 15.2.
- Tensorflow: Un sistema de aprendizaje profundo que puede ser utilizado por científicos, que ofrece cálculo numérico y gráficos de flujos de datos. Su arquitectura flexible posibilita a los usuarios el poder desplegar cálculos en una o más CPU en un sistema de escritorio, un servidor o dispositivos móviles sin necesidad de reescribir el código.
- PyTorch: Realizado tanto como para servidores como para recursos informáticos, esta biblioteca relacionada con el aprendizaje automático acelera la habilidad de los usuarios más avanzados para realizar prototipos de un proyecto y moverlo hacia un proceso de producción.
- ONNX: Un formato abierto construido para representar modelos de aprendizaje automático, ofrecer interoperabilidad en el espacio de la herramienta de la inteligencia artificial (AI). Posibilita a los desarrolladores de AI el poder utilizar modelos con una variedad de escenarios, herramientas, diferentes runtimes y compiladores.
- Grafana y Prometheus son dos paquetes nuevos mantenidos que abren nuevas posibilidades para los expertos en analítica. Grafana ofrece a los usuarios finales la posibilidad de poder crear analíticas visuales interactivas.
- Lleno de funcionalidades de paquetes de modelado de datos: Graphite, Elastic y Prometheus dan a los usuarios de openSUSE mayor libertad para construir, calcular y descifrar datos de manera más inteligible.
- Kubernetes es un paquete oficial.

y otras más

### Versión leap 15.3
openSuse Leap 15.3 fue liberada el 2 de junio de 2021.
Leap 15.3 ofrece soporte actualizado para hardware moderno con funcionalidad mejorada de YaST y un instalador mejorado. Leap 15.3 combina backports de openSUSE con archivos binarios de SUSE Linux Enterprise. 

### Versión leap 15.4 & 15.5
openSuse Leap 15.4 fue liberada el 8 de junio de 2022.
La versión Leap 15.4 usa el kernel de Linux 5.14.21, GNOME 41 y KDE Plasma 5.24. 
Leap 15.5 ingresó a la versión beta pública en febrero de 2023, con un lanzamiento completo planificado para junio de 2023, y se espera que sea el lanzamiento final de la serie Leap 15.x.

## Requerimientos de sistema
- Procesador: Procesador AMD64 o Intel64.
- Memoria RAM: 1GB de RAM física (2GB recomendados).
- Disco duro: 10GB para una instalación normal.
- Tarjeta de sonido y Tarjeta gráfica: La mayoría de tarjetas modernas están soportadas.

El sistema sin entorno gráfico usa aproximadamente 128MB RAM y en situaciones de alta demanda de recursos puede usar el espacio de intercambio swap si fue definido, y utiliza la resolución 640x480 del estándar VGA. También puede funcionar sin monitor permitiendo la administración remota. 
El método de instalación recomendado es a partir de una imagen ISO de 4,7GB que sea grabada en un DVD o Memoria USB.

## Otras versiones
SUSE continúa el desarrollo a puerta cerrada de dos distribuciones dedicadas al ámbito empresarial, SUSE Linux Enterprise Desktop y SUSE Linux Enterprise Server.